# John W. Taylor (político)
John W. Taylor (Charlton, Nueva York; 26 de marzo de 1784-Cleveland, 18 de septiembre de 1854) fue un abogado y político estadounidense que se desempeñó como presidente de la Cámara de Representantes de los Estados Unidos durante dos períodos no consecutivos: de 1820 a 1821, y de 1825 a 1827. Representó al estado de Nueva York en la Cámara entre 1813 y 1833, año en el que perdió la reelección. Miembro del Partido Demócrata-Republicano, presidió el Comité de Elecciones de 1815 a 1821, y el Comité de Asuntos Revísales y Pendientes entre 1817 y 1819. 
En 1808 fue elegido como juez de paz, a la par de que ejercía como administrador de correos y secretario de Hadley Landing, en el condado de Saratoga. Entre 1812 y 1813, representó a este condado en la Asamblea de Nueva York, cargo que dejó para entrar a la Cámara de Representantes de los Estados Unidos. Cuando dejó la Cámara en 1833, al poco tiempo fue elegido para ocupar un escaño en el Senado de Nueva York, al cual renunció tras sufrir un derrame cerebral.

## Biografía

### Primeros años
Nació el 26 de marzo de 1784 en Charlton, Nueva York, hijo del juez John Taylor y de su esposa Chloe Cox. De ascendencia inglesa, estudió en Union College con solo 15 años, y se unió a Phi Beta Kappa. Durante su tiempo en la institución, le fue puesto la inicial «W» como segundo nombre, para diferenciarlo de otro alumno con su mismo nombre. Dejó de estudiar en 1803, cuando empezó a dar clases. Más tarde, empezó a estudiar derecho y fue admitido a un bufete de abogados.
Al poco tiempo, se unió al estudio jurídico de «Bleecker and Sedgwick», en donde conoció a Jane Hodge, con quien se casaría en 1806. Juntos tuvieron ocho hijos (cinco varones y tres mujeres). La familia se mudó a Hadley Landing —conocida actualmente como Corinth—, en donde Taylor trabajó como administrador de correos y secretario. En 1811, fue elegido para representar al condado de Saratoga en la Asamblea de Nueva York, ocupando el cargo entre 1812 y 1813. Por ese entonces, era el miembro más joven del organismo.

### Carrera como congresista
En 1812, fue elegido para representar al estado de Nueva York en la Cámara de Representantes de los Estados Unidos, prestando juramento el 24 de mayo de 1813. Siendo, en primera instancia, el miembro más joven de la delegación de Nueva York, se convirtió en la segunda persona más poderosa del Comité de Medios y Arbitrios a fines de año, convirtiéndose en la mano derecha del presidente John W. Eppes; además, fue designado como el quinto representante más influyente del Comité de Asuntos Militares. En 1814, Henry Clay, presidente de la Cámara de Representantes, lo nombró presidente del Comité de Elecciones, posición que ocuparía hasta 1821. Entre 1817 y 1819, presidió el Comité de Asuntos Revísales y Pendientes. Por otro lado, su popularidad hizo que los demócratas-republicanos de la Cámara lo seleccionaran como «whip», que en ese momento no era un cargo oficial.
Durante sus primeros años en la Cámara, tuvo lugar el debate acerca del Compromiso de 1820, el cual admitía —entre otras cosas— a Misuri como un estado esclavista. Taylor, junto a otros representantes, se opuso a la aprobación del proyecto, diciendo que «salva un dedo hoy, pero amputa el brazo mañana». A modo de contrapropuesta, el representante James Tallmadge Jr. presentó la «enmienda Tallmadge», que admitía a Misuri como un estado libre. Sin embargo, Tallmadge se enfermó, y dejó en manos de Taylor la defensa de la enmienda. Durante las últimas instancias del debate, se aprobó la contrapropuesta de Tallmadge en la Cámara de Representantes, pero no recibió el mismo apoyo en el Senado.
En 1820, el demócrata-republicano Henry Clay renunció a la presidencia de la Cámara, lo que desencadenó una elección especial para sucederlo al comienzo de la segunda sesión del 16.º Congreso. Taylor se postuló y realizó una campaña centrándose en su oposición a la esclavitud. El Compromiso de Misuri y el largo debate que generó hicieron que la elección se definiera luego de 22 votaciones, en las que finalmente salió ganador Taylor con 76 votos. Asumió como presidente, por ende, el 15 de noviembre de 1820. Durante su mandato, optó por no inclinarse hacia ningún partido y se mantuvo neutral respecto a varios temas. Esto hizo que muchos en la Cámara no lo apoyaran en la elección de diciembre de 1821, las cuales —otra vez— llevaron más de una votación para definir un ganador, quien resultaría ser el también demócrata-republicano Philip P. Barbour.
Regresó a la presidencia de la Cámara en 1825 luego de que Clay —que derrotó a Barbour en las elecciones de 1823— se retirara nuevamente del cargo. Consiguió la mayoría de los votos en una segunda ronda el 5 de diciembre de 1825, y juró como presidente ese mismo día. Dejó el cargo en 1827, cuando perdió la reelección frente al demócrata Andrew Stevenson. Ese mismo año se desempeñó como vicepresidente de Union College, y en 1833 se retiró de la Cámara de Representantes tras no haber sido reelegido para su escaño.

### Últimos años
Tras dejar la Cámara, se unió al Partido Whig de Nueva York y empezó a ejercer la abogacía nuevamente. En 1840, fue elegido para representar al condado de Saratoga en el Senado de Nueva York, cargo al que renunció luego de sufrir un derrame cerebral en 1842. Al año siguiente, se mudaría con su hija a Cleveland, Ohio, donde murió el 18 de septiembre de 1854. Está enterrado en el Cementerio de Ballston Spa Village, Nueva York.